# Reinhilde Veugelers
Reinhilde Veugelers (Hasselt, 5 juni 1963) is gewoon hoogleraar aan de Faculteit Economie en Bedrijfswetenschappen van de KU Leuven. Ze is professor Bedrijfseconomie, strategie en innovatie en verricht onderzoek over Research & Development en Innovatie.
Veugelers promoveerde in 1990 aan de KU Leuven tot doctor met een proefschrift over de "Scope Decisions of Multinational Enterprises". Ze was visiting scholar aan de Kellogg School of Management, MIT Sloan School of Management, New York University Stern School of Business, ECARES/Université libre de Bruxelles, Université Paris 1 Panthéon-Sorbonne, Universiteit Pompeu Fabra & Universitat Autònoma de Barcelona en de Universiteit Maastricht.
Van 2004 tot 2008 was ze economisch adviseur bij het BEPA (Bureau of Economic Policy Analysis) ter ondersteuning van de voorzitter van de Europese Commissie José Manuel Barroso. Van 2006 tot 2009 maakte ze deel uit van de High Level Group on Knowledge for Growth, een adviesgroep voor Europees commissaris Janez Potočnik. Vervolgens adviseerde ze EC Máire Geoghegan-Quinn in research en innovatie als lid van de Innovation4Growth Expert Group.
Ze is een Senior Fellow bij de Brusselse denktank Bruegel en is actief als Research Fellow Industrial Organisation and International Trade bij het CEPR (Center for Economic Policy Research) in Londen.
Veugelers heeft een h-index van 44.

## Beperkte bibliografie
- Abraham, F., J. Konings, R. Veugelers, J. Van Hove & I. Vansteenkiste, De nieuwe EU: de doodsteek voor de Vlaamse economie?, Acco Uitgeverij, Leuven, ISBN 978-90-334-5070-9
- Veugelers, R. & B. Cassiman, 2002, R&D cooperation and spillovers: some empirical evidence from Belgium, American Economic Review, 92, 4, 1169-1184.
- Veugelers, R. & B. Cassiman, 2006, In search of complementarity in innovation strategy: Internal R&D and external knowledge acquisition, Management science, 52, 1, 68-82.
- Veugelers, R., 2008, The Role of SMEs in Innovation in the EU: A Case for Policy Intervention?, Review of Business and Economics, 53, 3, 239-262.
- Schneider, C. & R. Veugelers, 2010, On Young Highly Innovative Companies: why they matter and how (not) to policy support them, Industry and Corporate Change, 19, 4, 969-1007

- Bibsys: 12598
- Gemeinsame Normdatei: 128369299
- International Standard Name Identifier: 0000 0000 5471 7753
- Library of Congress Control Number: nr2002008272
- Nederlandse Thesaurus van Auteursnamen: 075162121
- ORCID: 0000-0001-7071-7013
- Système universitaire de documentation: 229669980
- Virtual International Authority File: 57662995
- WorldCat: E39PBJtCxjq889jgtq7Yb7GbVC